# Direktörsvillan (Långholmen)

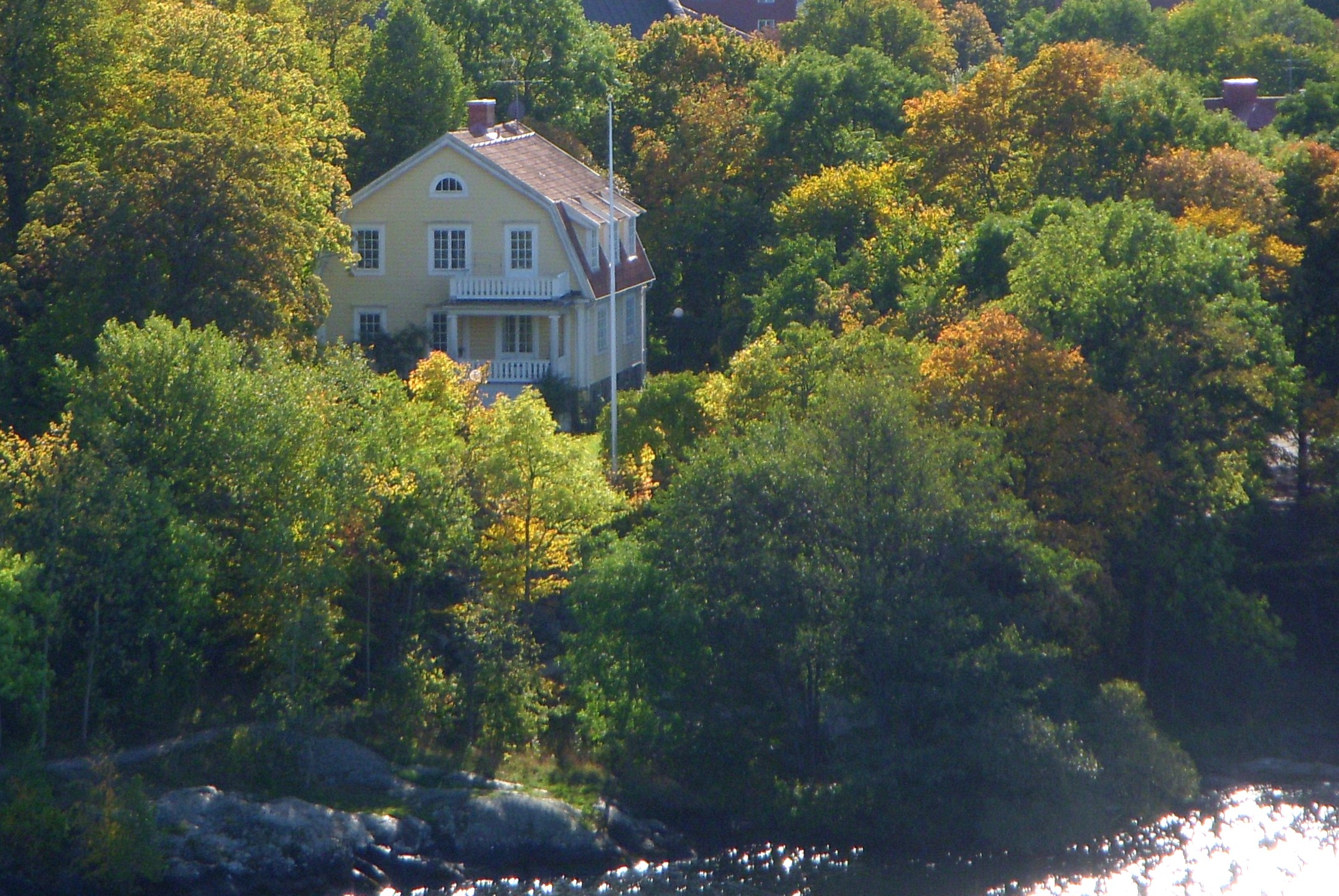
Direktörsvillan från Västerbron 2009

Direktörsvillan på Långholmen är en av villorna på ön Långholmen på Södermalm i Stockholm. Villan är byggnaden som avtecknar sig mellan Långholmens grönska när man passerar Västerbron söderut.
Byggnaden som även kallas “Övre villan” eller “Direktörsbostaden” uppfördes 1914 som bostad och representationsställe för Långholmens centralfängelsets direktör. Byggnaden är ritad av "fängelsearkitekten" Gustaf Lindgren, som även var arkitekt bakom centralfängelsets ombyggnad (1913-23) och Polishuset på Kungsholmen (1903-11). 
Direktörsvillan är en tvåvånings träbyggnad med brutet tak, gestaltat i nationalromantikens stil med inslag av jugend. På bottenvåningen fanns representationsrum och direktören med familj bodde på övervåningen. Villan är idag privatbostad.